# Nabeyxa
Nabeyxa (Nabeyeyxa), jedno od indijanskih plemena koje je nekada živjelo u Teksasu sjeveroistočno od plemena Nabedache. Spominje ih Francisco de Jesus María, misionar među spmenutim plemenom Nabedache, koji ih nabraja na svom popisu plemena Texias (saveznika).
Texias, Texas, Tejas i slično bio je rani naziv za konfederaciju Hasinai. Frederick Webb Hodge kaže da su prema tome možda članovi caddoanske porodice. John Reed Swanton kaže da je to možda sinonim za Nabedache, ali oba ova plemena nalaze se na istom popisu dokumenta iz 17. stoljeća.